# Lopik
Lopik (anhörenⓘ) ist eine Gemeinde in der niederländischen Provinz Utrecht. Die Gemeinde hat 14.805 Einwohner (Stand 1. Januar 2025).

## Orte
Die Gemeinde besteht aus folgenden Dörfern:
- Lopik (Sitz der Gemeindeverwaltung, mehrerer Schulen und weiterer Einrichtungen)
- Cabauw
- Willige Langerak (Einwohnerzahl dieser drei Orte insgesamt etwa 7.900)
- Lopikerkapel (etwa 1.000 Einwohner)
- Polsbroek (etwa 1.200 Einwohner; schöne, im 14. Jahrhundert erbaute, 1830 renovierte Dorfkirche)
- Benschop (einschließlich des Weilers Polsbroekerdam etwa 3.500 Einwohner)
- Jaarsveld (etwas über 300 Einwohner)
- Uitweg (weniger als 50 Einwohner).

## Lage und Wirtschaft
Lopik liegt in der Polderlandschaft des im 11. Jahrhundert eingedeichten „Lopikerwaard“ nördlich des Lek, im äußersten Südwesten der Provinz. Nachbargemeinden sind Schoonhoven, IJsselstein, Montfoort und Oudewater.
Eisen- und Autobahnen gibt es hier nicht. Die größten Orte, Lopik und Benschop, ehemalige Bauerndörfer, sind von Utrecht und anderen Städten aus gut mit dem Bus erreichbar.
Die Gemeinde ist schon jahrhundertelang vor allem für die Land- und Viehwirtschaft von Bedeutung.

### Standort für Sendeanlagen
Lopik ist Standort mehrerer Sendeanlagen. In der Nähe der Gemeinde, jedoch auf dem Grund der Gemeinde IJsselstein, befand sich von 1938 bis 2015 der Sender Lopik, ein Sendemast für die Abstrahlung der Mittelwellenfrequenz 675 kHz. Weiterhin steht dort der höchste Turm in Westeuropa, der Gerbrandytoren.

### Sonstiges
Die Gemeinde versucht durch die Schaffung von Radwanderstrecken im malerischen Polderland den „sanften Tourismus“ zu fördern.
Im Jahr 2007 wurde bei Lopik ein Windpark eröffnet. Diese Anlage umfasst drei 80 Meter hohe Windturbinen, die insgesamt im Schnitt monatlich etwa 750.000 kWh Strom erzeugen.
Jedes Jahr im August findet in Lopik eines der größten LKW Treffen Europas statt. Das so genannte Nog Harder Lopik (Lopik noch härter) Auf dem Treffen sind die exklusivsten LKW Europas zu bewundern.

## Partnerschaften
Lopik unterhält eine Partnerschaft mit folgenden europäischen Städten, die wiederum alle untereinander Partnerschaften haben (Ringpartnerschaft):
- Grebenstein, Deutschland
- Lezoux, Frankreich
- Sarsina, Italien

## Persönlichkeiten
- Peter Schep (* 1977 in Lopik), Bahn- und Straßenradrennfahrer, Radsporttrainer
- Kees van Buuren (* 1986 in Lopik), Fußballspieler